# Semaeomyia reticulifer
Semaeomyia reticulifer är en stekelart som först beskrevs av Günther Enderlein 1905.  Semaeomyia reticulifer ingår i släktet Semaeomyia och familjen hungersteklar. Inga underarter finns listade i Catalogue of Life.